# Regla Bell
Regla Maritza Bell MacKenzie (La Habana, 6 de julio de 1970 - ) es una voleibolista cubana. 

## Biografía
Nació el 6 de julio de 1970 en La Habana (Cuba).  Juega por Nuchar Eurochamp Murillo en España.

## Trayectoria
- 2011-2012.- Nuchar Eurochamp Murillo (Superliga),  España.
- 2010-2011.- Figaro Peluqueros Tenerife (Superliga),  España.

## Palmarés

### Selección
En su trayectoria deportiva se encuentran tres olimpiadas (campeona olímpica en 1992, 1996 y 2000) y dos campeonatos del mundo (1994 y 1998).
- 1992: Medalla de oro Olimpiadas de Barcelona
- 1994: Campeona del mundo en Brasil.
- 1996: Medalla de oro Olimpiadas de Atlanta
- 1998: Campeona del mundo en Japón.
- 2000: Medalla de oro Olimpiadas de Sídney

### Clubes
- 2012.- Subcampeona de la Copa de la Reina disputada en Salou con Nuchar Eurochamp Murillo .
- 2011/2012.- Tercer puesto en Superliga con Nuchar Eurochamp Murillo.